# Riders of Justice
Pour plus de détails, voir Fiche technique et Distribution.
Riders of Justice (Retfærdighedens ryttere) est une comédie noire danoise sortie en 2020, réalisée par Anders Thomas Jensen.

## Synopsis
Mathilde perd sa mère dans un accident de train et son père, Markus, un militaire danois engagé en Afghanistan, rentre en urgence chez eux. Tous deux ont du mal à surmonter cette épreuve et faire leur deuil, d'autant que leur relation est compliquée. De son côté, Otto, un scientifique excentrique qui avait cédé sa place à la femme de Markus juste avant l'accident, va mener sa propre enquête et découvrir qu'il s'agit en fait d'un attentat orchestré par un gang, les Riders of Justice. Otto et deux de ses amis, Lennart et Emmenthaler, vont alors s'associer à Markus pour les affronter.

## Fiche technique
Sauf indication contraire, les informations mentionnées dans cette section peuvent être confirmées par la base de données cinématographiques IMDb,  présente dans la section « Liens externes ».
- Titre original : Retfærdighedens ryttere[1] (litt. « Les Cavaliers de la justice »)
- Titre français : Riders of Justice
- Réalisateur : Anders Thomas Jensen
- Scénario : Anders Thomas Jensen
- Photographie : Kasper Tuxen
- Montage : Anders Albjerg Kristiansen, Nicolaj Monberg
- Musique : Jeppe Kaas (da)
- Production : Sidsel Hybschmann, Sisse Graum Jørgensen (da)
- Pays de production :  Danemark
- Langue de tournage : danois
- Format : Couleurs - 2,39:1 - Son Dolby Atmos
- Genre : Comédie noire, action
- Durée : 116 minutes (1 h 56)
- Dates de sortie :
  - Mexique : 1er mai 2020 (DVD)
  - Danemark : 19 novembre 2020
  - Luxembourg : 6 mars 2021
  - Canada : 21 mai 2021
  - France : 10 septembre 2021 (VOD)
- Classification :
  - Allemagne : Interdit aux moins de 16 ans[2]

## Distribution
- Mads Mikkelsen (VF : Yann Guillemot) : Markus Hansen
- Nikolaj Lie Kaas (VFB : Franck Dacquin) : Otto Hoffmann
- Lars Brygmann (VFB : Michelangelo Marchese) : Lennart
- Nicolas Bro (VFB : Erwin Grünspan) : Emmenthaler
- Andrea Heick Gadeberg (da) (VFB : Aaricia Dubois) : Mathilde Hansen
- Gustav Lindh (VFB : Pierre Le Bec) : Bodashka
- Roland Møller (VFB : Jean-Michel Vovk) : Kurt
- Albert Rudbeck Lindhart (VFB : Maxym Anciaux) : Sirius
- Anne Birgitte Lind (VFB : Célia Torrens) : Emma Hansen
- Omar Shargawi (da) : Palle Olesen / Aharon Nahas Shadid
- Christina Ibsen Meyer : la psychologue 1
- Rikke Louise Andersson : la psychologue 2

## Accueil
Le film a fait 150 586 entrées lors de son premier week-end d'exploitation en novembre 2020 dans les salles danoises, ce qui en fait le meilleur démarrage de l'année devant Drunk. Il a été choisi pour être projeté à l'ouverture du festival international du film de Rotterdam le 1er février 2021.
Les critiques sont globalement positives à très positives. D'après Meduza, le film est « une comédie extrêmement originale, à la fois sauvage et feutrée, sanglante et charmante, réconfortante et effrayante ».